# Mutilate
MUTILATƎ è il secondo album in studio realizzato dal disc jockey e produttore discografico olandese Angerfist.

## Tracce
Disco 1
1. Introduction
2. Bite Yo Style
3. Untitled
4. The Switch (feat. Predator)
5. Riotstarter
6. The Path of Hell (Crucifier Remix)
7. Right Through Your Head
8. Strangle and Mutilate
9. Handz on My Ballz (feat. The Beat Controller)
10. In a Million Years
11. Smoke Yo Momma (feat. D-Spirit)
12. Silent Notes (feat. Predator)
13. Like This
14. Looking to Survive
15. Gas Met Die Zooi (Tha Playah Remix)

Disco 2
1. House Fucka
2. Back Up
3. Stainless Steel (Predator Remix)
4. Close to You
5. TNT (feat. Rudeboy, Tomcat)
6. Choices
7. Alles Kut Enter (feat. Rudeboy, Tomcat)
8. Criminally Insane (The Hitmen Remix)
9. 187 (feat. Predator)
10. Anticipate
11. Broken Chain (feat. Crucifier) (Mad Dog Remix)
12. That Shooting Pain (feat. D-Spirit)
13. Drug Revision (feat. The Guardian)
14. Essential Components
15. Your Soul is Mine